# Colónia de Natal
A Colônia de Natal era uma colônia Britânica no sudeste da África. Foi proclamada uma colônia britânica em 4 de maio de 1843 depois que o governo britânico anexou a República Boer de Natália, e em 31 de maio de 1910 combinou-se com três outras colônias para formar a União da África do Sul, como uma de suas províncias. Agora é a província KwaZulu-Natal da África do Sul.
Tinha originalmente apenas cerca de metade do tamanho da província atual, com as fronteiras do nordeste sendo formadas pelos rios Tugela e Buffalo, além dos quais ficava o reino independente da Zululândia (kwaZulu na língua zulu).
O conflito feroz com a população zulu levou à evacuação de Durban e, eventualmente, os bôeres aceitaram a anexação britânica em 1844 sob pressão militar. Um governador britânico foi nomeado para a região e muitos colonos emigraram da Europa e da Colônia do Cabo. Os britânicos estabeleceram uma indústria de cana-de-açúcar na década de 1860. Os proprietários de fazendas tiveram dificuldade em atrair trabalhadores zulu para trabalhar em suas plantações, então os britânicos trouxeram milhares de trabalhadores contratados da Índia. Como resultado da importação de trabalhadores indianos, Durban tornou-se o lar da maior concentração de indianos fora da Índia.